# Willem van Hanegem
Willem van Hanegem (født 20. februar 1944 i Breskens, Holland) er en tidligere hollandsk fodboldspiller og -træner. Som aktiv var han primært tilknyttet Feyenoord, hvor han var tilknyttet i sammenlagt ti sæsoner, og var med til at vinde tre hollandske mesterskaber, Mesterholdenes Europa Cup og UEFA Cuppen. Hans plads på banen var som midtbanespiller. Han spillede desuden, mellem 1968 og 1979, 52 kampe for Hollands landshold, hvori han scorede seks mål. Han var med til at vinde sølv ved VM i 1974 i Vesttyskland og bronze ved EM i 1976 i Jugoslavien.
Efter sit karrierestop har van Hanegem desuden fungeret som træner. Han har stået i spidsen for sin gamle klub Feyenoord, som han førte til endnu et mesterskab i 1993, og desuden haft ansvaret i blandt andet AZ Alkmaar, Sparta Rotterdam og FC Utrecht.

## Titler

### Titler som spiller
Æresdivisionen
- 1969, 1971 og 1974 med Feyenoord

KNVB Cup
- 1969 og 1978 med Feyenoord

Mesterholdenes Europa Cup
- 1970 med Feyenoord

UEFA Cup
- 1974 med Feyenoord

Intercontinental Cup
- 1970 med Feyenoord

### Titler som træner
Æresdivisionen
- 1993 med Feyenoord

KNVB Cup
- 1994 og 1995 med Feyenoord